# 南魚沼市雪まつり
南魚沼市雪まつり（みなみうおぬましゆきまつり）は、新潟県南魚沼市で毎年2月に開催された雪のイベント。さっぽろ雪まつり（札幌市）、十日町雪まつり（新潟県十日町市）と並んで日本三大雪祭りと称されたこともある。2024年（令和6年）1月に廃止が正式決定された。

## 歴史
第二次世界大戦後の1951年（昭和26年）に始まった雪像作りから発展した「六日町雪まつり」を前身としており、六日町地区の各地区ごとに行われていた。その後、会場確保の問題から一か所でまとめて開催することになり、南魚沼市伊勢町の大神宮で毎年2月14日に行われていた祭礼に合わせて祭典を開催することとなった。
雪まつりでは、ほんやら洞（かまくら）、雪壁アート、雪のすべり台などが制作され、雪のサイエンスワークショップなどが開催された。
2020年代に入ると少雪や新型コロナウイルス禍の影響で4年連続で中止となり、人手不足や資金面の問題もあり従来のような形式での開催が困難となり、2024年1月に廃止が正式決定され実行委員会も解散することになった。